# Cayaponia americana
Cayaponia americana är en gurkväxtart som först beskrevs av Jean-Baptiste de Lamarck, och fick sitt nu gällande namn av Célestin Alfred Cogniaux. Cayaponia americana ingår i släktet Cayaponia och familjen gurkväxter. Inga underarter finns listade i Catalogue of Life.